# Савезне Државе Микронезије
Микронезија (енгл. Micronesia), или званично Савезне Државе Микронезије (енгл. Federated States of Micronesia), острвска је држава смештена у Тихом океану у пределу истоименог региона, североисточно од Папуе Нове Гвинеје. Обухвата највећи број острва регије Микронезија. Има однос слободно удружене земље са САД. Састоји се од четири савезне државе: Јап, Чук, Понпеј и Кошај.
Иако је укупна копнена површина Микронезије прилично мала, она заузима више од 2.600.000 km2 (1.000.000 sq mi) Тихог океана, што земљи даје 14. највећу ексклузивну економску зону на свету. Главни град ове суверене острвске државе је Паликир, смештен на острву Понпеј, док је највећи град Вено, који се налази на острву Трук.

## Географија

### Положај
Савезне Државе Микронезије обухватају укупно 697 острва распоређених на архипелагу Каролинских острва дугом 2.900 km. Површина државе износи 702,0. Налазе се 5.150 km западно-југозападно од Хаваја у Тихом океану.

### Геологија и рељеф
Геолошки, острва су делом вулканског порекла, а делом корални атоли.

## Становништво
Становништво острва је углавном микронезијског порекла. Народ острва Чук чини 48,8% популације, народ острва Понпеи 24,2%, народ остра Косрае 6,2%, народ острва Јап 5,2%, народ спољних острва Јапа 4,5%, азијати 1,8% и Полинежани 1,5%. 
Енглески је језик владе, средњег и вишег образовања. Поред енглеског, постоји још шест локалних званичних језика. 

## Историја
Шпанија 1887—1899.
 Немачко царство 1899—1918.
 Јапанско царство 1919—1947.
 САД 1947—1994.
 Микронезија 1994 - данас

Преци Микронежана су се у Микронезију доселили пре 4.000 година. Острва су у 16. веку колонизовали Шпанци. Године 1898. Немачка је откупила острва од Шпаније, а 1914. окупирали су их Јапанци. Током Другог светског рата заузеле су их америчке војне снаге, а 2. априла 1947. Савет безбедности УН ставио је острва под свој протекторат. Године 1979. проглашена је аутономна Савезна Република Микронезија, која је постала независна 3. новембра 1986.

## Административна подела
Четири државе које чине ову федерацију су (од запада према истоку):
| Застава | Држава | Престоница | Гувернер         | km²   | Становништво 2010. | Густина насељености по km² |
| ------- | ------ | ---------- | ---------------- | ----- | ------------------ | -------------------------- |
| Јап     | Јап    | Колонија   | Хенри Фалан      | 118,1 | 11.376             | 96                         |
| Чук     | Чук    | Вено       | Џонсон Елимо     | 127,4 | 48.651             | 382                        |
| Понпеј  | Понпеј | Колонија   | Марсело Питерсон | 345,5 | 35.981             | 104                        |
|         | Косрај | Тофол      | Линдон Џексон    | 109,6 | 6.616              | 60                         |

Државе су даље подељене на општине.